# Idioma babuza
El babuza es una lengua formosana de los babuza y los taokas, pueblos indígenas de Taiwán. Está emparentado con el favorlang, del que se tiene constancia desde el siglo XVII, o quizá descienda de él.
El babuza se hablaba antiguamente en gran parte de la costa occidental de Taiwán. Sus dos dialectos bastante divergentes, el poavosa y el extinto taokas, estaban separados por el papora y el pazeh.
La primera publicación comercial escrita en taokas es el libro ilustrado Osubalaki, Balalong Ramut, publicado en 2020.